# تلخ بخش
تلخ بخش، روستایی از توابع بخش کدکن شهرستان تربت حیدریه در استان خراسان رضوی ایران است.

## جمعیت
این روستا در دهستان کدکن قرار دارد و براساس سرشماری مرکز آمار ایران در سال 1395، جمعیت آن 1318 نفر (379 خانوار) بوده‌است.